# Loose Change
„Loose Change“ (на английски заглавието означава 'дребни пари, дреболии') е документален филм за атентатите срещу Световния търговски център в Ню Йорк, срещу Пентагона и за падането на самолета от полет 93 в Шанксвил, Пенсилвания на 11 септември 2001 година. Поставя под съмнение официалната версия за случилото се и обвинява правителството на САЩ в заговор.
Филмът съдържа сцени от различни видео материали заснети по време и след атаките от 11 септември, материали от Интернет, експертизи от комисията за 9/11, изследвания и статии от водещите американски вестници, материали от записите по честотата на пожарникарите и много други. В този филм се изразяват съмнения относно официалната версия за атаките от 11 септември. Основните акценти са:
- Полет 11 на „Американ Еърлайнс“ и Полет 175 на „Юнайтед Еърлайнс“, които се ударят в двете кули на Световния тъговски център,
- Полет 93 на „Юнайтед Еърлайнс“, който пада в Шанксвил, Пенсилвания
- Полет 77 на „Американ Еърлайнс“, който ударя Пентагона
- срутването на Кулите близнаци

Филмът е предоставен от компанията „По-силно от думи“ (англ. Louder Than Words), която се състои от трима студенти – Дилан Авери, 22-годишен (основател, собственик и режисьор), Кори Роуи, 22-годишен (собственик и режисьор) и Джейсън Бермас 26-годишен (уебмастър и графичен дизайнер). Дилан е родом от Лийсбър, Вирджиния. Кори е от Онеонта, Ню Йорк; на 18 години се записва в армията без видима причина или, както казва: „Предполагам, за да избягам от родния си град“. По-малко от 6 месеца след присъединяването в армията попада в т.нар. от него „лисича дупка“ Кандахар в Афганистан, служи там 6 месеца и се завръща в Америка за 7-месечна тренировъчна подготовка за Ирак, където служи 1 година. Джейсън, уеб дизайнер от Ню Йорк, проучва самостоятелно обстоятелствата около 11 септември в продължение на 3 години. Негов приятел го представя на Дилан и Кори и така започва одисеята около проекта им.
Към края на 2004 г. излиза подобрена версия на филма наречена „Дреболии – второ издание“ (англ. Loose Change – 2nd Edition), където са направени известни промени. Махнати са някои сцени, а доказателствата и фактите вече са по-добре издържани. Посочват се и възможни мотиви за заговора.
Филмът не е много популярен сред обществеността поради факта, че не се разпространява от никоя компания, а единствено чрез Интернет – на сайта loosechange911.com. Филмът се разпространява безплатно, като единствената воля на създателите е да се разпространява възможно най-много, така че фактите да достигнат до всекиго.
Джейсън пише сценарий за Loose Change: The Movie, който излиза в 2006 година.